# Belkin-Pro Cycling Team/Saison 2013
Dieser Artikel listet Erfolge und Fahrer des Radsportteams Belkin-Pro Cycling Team in der Saison 2013 auf.

## Erfolge in der UCI WorldTour
In der Saison 2013 gelangen dem Team nachstehende Erfolge in der UCI WorldTour.
| Datum              | Rennen                        | Sieger        |
| ------------------ | ----------------------------- | ------------- |
| 24. Januar         | 3. Etappe Tour Down Under     | Tom Slagter   |
| 22.–27. Januar     | Gesamtwertung Tour Down Under | Tom Slagter   |
| 9. Juni            | 2. Etappe Tour de Suisse      | Bauke Mollema |
| 12. August         | 1. Etappe Eneco Tour          | Mark Renshaw  |
| 11. September      | 17. Etappe Vuelta a España    | Bauke Mollema |
| 13. September 2013 | Grand Prix Cycliste de Québec | Robert Gesink |

## Erfolge in der UCI Asia Tour
In der Saison 2013 gelangen dem Team nachstehende Erfolge in der UCI Asia Tour.
| Datum           | Rennen                       | Kat. | Sieger         |
| --------------- | ---------------------------- | ---- | -------------- |
| 21. Februar     | 1. Etappe Tour de Langkawi   | 2.HC | Theo Bos       |
| 22. Februar     | 2. Etappe Tour de Langkawi   | 2.HC | Theo Bos       |
| 26. Februar     | 6. Etappe Tour de Langkawi   | 2.HC | Tom Leezer     |
| 20. Oktober     | 1. Etappe Tour of Hainan     | 2.HC | Moreno Hofland |
| 21. Oktober     | 2. Etappe Tour of Hainan     | 2.HC | Theo Bos       |
| 22. Oktober     | 3. Etappe Tour of Hainan     | 2.HC | Theo Bos       |
| 23. Oktober     | 4. Etappe Tour of Hainan     | 2.HC | Theo Bos       |
| 24. Oktober     | 5. Etappe Tour of Hainan     | 2.HC | Theo Bos       |
| 25. Oktober     | 6. Etappe Tour of Hainan     | 2.HC | Moreno Hofland |
| 26. Oktober     | 7. Etappe Tour of Hainan     | 2.HC | Theo Bos       |
| 27. Oktober     | 8. Etappe Tour of Hainan     | 2.HC | Moreno Hofland |
| 28. Oktober     | 9. Etappe Tour of Hainan     | 2.HC | Theo Bos       |
| 20.–28. Oktober | Gesamtwertung Tour of Hainan | 2.HC | Moreno Hofland |

## Erfolge in der UCI Europe Tour
In der Saison 2013 gelangen dem Team nachstehende Erfolge in der UCI Europe Tour.
| Datum              | Rennen                             | Kat. | Sieger             |
| ------------------ | ---------------------------------- | ---- | ------------------ |
| 7. Februar         | 2. Etappe Tour Méditerranéen (EZF) | 2.1  | Lars Boom          |
| 14. Februar        | 1. Etappe Volta ao Algarve         | 2.1  | Paul Martens       |
| 15. Februar        | 2. Etappe Volta ao Algarve         | 2.1  | Theo Bos           |
| 17. Februar        | 2. Etappe Tour du Haut Var         | 2.1  | Lars Boom          |
| 24. Februar        | Clásica de Almería                 | 1.HC | Mark Renshaw       |
| 23. März           | 1. Etappe Critérium International  | 2.HC | Theo Bos           |
| 19. Mai            | 3. Etappe Glava Tour of Norway     | 2.1  | Theo Bos           |
| 26. Mai            | 5. Etappe Ronde van België         | 2.HC | Luis León Sánchez  |
| 12. Juni           | 1. Etappe Ster ZLM Toer (EZF)      | 2.1  | Robert Wagner      |
| 13. Juni           | 2. Etappe Ster ZLM Toer            | 2.1  | Theo Bos           |
| 15. Juni           | 4. Etappe Ster ZLM Toer            | 2.1  | Lars Boom          |
| 12.–16. Juni       | Gesamtwertung Ster ZLM Toer        | 2.1  | Lars Boom          |
| 12.–16. Juni       | Gesamtwertung Luxemburg-Rundfahrt  | 2.HC | Paul Martens       |
| 3. August          | 4. Etappe Post Danmark Rundt       | 2.HC | Wilco Kelderman    |
| 31. Juli–4. August | Gesamtwertung Post Danmark Rundt   | 2.HC | Wilco Kelderman    |
| 12. August         | 3. Etappe Tour de l’Ain            | 2.HC | Luis León Sánchez  |
| 31. August         | 2. Etappe World Ports Classic      | 2.1  | Maarten Tjallingii |
| 21. September      | Grote Prijs Impanis                | 1.1  | Sep Vanmarcke      |
| 3. Oktober         | Münsterland Giro                   | 1.1  | Jos van Emden      |

## Zugänge – Abgänge
| Zugänge              | Team 2012                   | Abgänge           | Team 2013                   |
| -------------------- | --------------------------- | ----------------- | --------------------------- |
| Sep Vanmarcke        | Garmin-Sharp                | Michael Matthews  | Orica GreenEdge             |
| Jack Bobridge        | Orica GreenEdge             | Matti Breschel    | Team Saxo-Tinkoff           |
| Robert Wagner        | RadioShack-Nissan           | Coen Vermeltfoort | Cyclingteam de Rijke-Shanks |
| Lars Petter Nordhaug | Sky ProCycling              | Carlos Barredo    | Karriereende                |
| David Tanner         | Team Saxo Bank-Tinkoff Bank | Grischa Niermann  | Karriereende                |
| Marc Goos            | Rabobank Continental Team   |                   |                             |
| Moreno Hofland       | Rabobank Continental Team   |                   |                             |

## Mannschaft
| Name                 | Geburtstag         | Nationalität |              |
| -------------------- | ------------------ | ------------ | ------------ |
| Jack Bobridge        | 13. Juli 1989      | Australien   |              |
| Jetse Bol            | 8. September 1989  | Niederlande  |              |
| Lars Boom            | 30. Dezember 1985  | Niederlande  |              |
| Theo Bos             | 22. August 1983    | Niederlande  |              |
| Graeme Brown         | 9. April 1979      | Australien   |              |
| Stef Clement         | 24. September 1982 | Niederlande  |              |
| Laurens ten Dam      | 13. November 1980  | Niederlande  |              |
| Jos van Emden        | 18. Februar 1985   | Niederlande  |              |
| Rick Flens           | 11. April 1983     | Niederlande  |              |
| Juan Manuel Gárate   | 24. April 1976     | Spanien      |              |
| Robert Gesink        | 31. Mai 1986       | Niederlande  |              |
| Marc Goos            | 30. November 1990  | Niederlande  |              |
| Moreno Hofland       | 31. August 1991    | Niederlande  |              |
| Wilco Kelderman      | 25. März 1991      | Niederlande  |              |
| Steven Kruijswijk    | 7. Juni 1987       | Niederlande  |              |
| Tom Leezer           | 26. Dezember 1985  | Niederlande  |              |
| Paul Martens         | 26. Oktober 1983   | Deutschland  |              |
| Bauke Mollema        | 26. November 1986  | Niederlande  |              |
| Lars Petter Nordhaug | 14. Mai 1984       | Norwegen     |              |
| Mark Renshaw         | 22. Oktober 1982   | Australien   |              |
| Luis León Sánchez    | 24. November 1983  | Spanien      |              |
| Tom Slagter          | 1. Juli 1989       | Niederlande  |              |
| Bram Tankink         | 3. Dezember 1978   | Niederlande  |              |
| David Tanner         | 30. September 1984 | Australien   |              |
| Maarten Tjallingii   | 5. November 1977   | Niederlande  |              |
| Sep Vanmarcke        | 28. Juli 1988      | Belgien      |              |
| Robert Wagner        | 17. April 1983     | Deutschland  |              |
| Dennis van Winden    | 2. Dezember 1987   | Niederlande  |              |
| Maarten Wynants      | 13. Mai 1982       | Belgien      |              |
| Stagiaires           | Stagiaires         | Nationalität | Nationalität |
| Ivar Slik            | Ivar Slik          | Niederlande  |              |